# يوهان غوتليب غان
يوهان غوتليب غان (بالسويدية: Johan Gottlieb Gahn) هو كيميائي وعالم فلزات سويدي عاش جل حياته في القرن الثامن عشر في الفترة ما بين 1745 - 1818م. ينسب ليوهان غوتليب غان اكتشاف عنصر المنغنيز سنة 1774.
درس غان في مدينة أوبسالا في الفترة ما بين 1762 – 1770 وتعرف أثناءها على توربرن برغمان وكارل فلهلم شيله. في سنة 1784 انتخب عضواً في الأكاديمية الملكية السويدية للعلوم.
توفي غان سنة 1818 في مدينة فالون السويدية.